# Irén Psota
Irén Psota (Budapest, 28 de marzo de 1929―1925 de febrero de 2016), nombre de nacimiento Dávid Irén, fue una cantante y actriz húngara.
Hija de Ilona Dávid y István Psota. Estudió en la Academia de Teatro y Cine de Budapest.
Falleció el 25 de febrero de 2016 a los 86 años, en Budapest.

## Filmografía
Algunos de sus películas destacadas son: 
- 1977, Una noche muy moral
- 1979, Líbranos del mal
- 1992, Maldita

## Premios
- Premio Kossuth
- Premio Mari Jászai
- Cruz de La Orden del Mérito de Hungría
- Artista Meritorio de Hungría
- Premio de Hungría Artista Excepcional